# João Bartholomeu Havelle
João Bartholomeu Havelle, originalmente Jean Barthélémy Havelle também grafado como João Bartolomeu Houel/Howell/Hovell (França, c.1720 — [S.l.], 1783), foi um engenheiro militar francês que prestou importantes serviços na América Meridional, tanto à Monarquia de Portugal quanto a de Espanha.

## Biografia
Por meio de um decreto régio de 1750, foi contrato pelo rei D. José I, sendo, ainda no mesmo ano, nomeado como Capitão engenheiro para integrar a Comissão de demarcação de fronteiras, cuja missão científico-militar, era a de proceder as demarcações de limites fronteiriços nas possessões Luso-Espanholas da América Meridional, conforme acordado no Tratado de Madrid. A referida Comissão contava com a presença de inúmeros engenheiros militares, entre eles o genovês Miguel Ângelo de Blasco.
Nesse sentido, em setembro de 1751, Havelle desembarcou da nau de guerra Nossa Senhora da Lampadosa no Rio de Janeiro, onde ficaria por nove anos, até o fim do governo de Gomes Freire de Andrade, que contava com o auxílio de outros importantes engenheiros militares, como José Fernandes Pinto Alpoim, José Custódio de Sá e Faria e José da Silva Pais.

### Conversão à Coroa Espanhola
Em 1762, foi enviado à Colônia do Sacramento para dirigir as obras de fortificação. Todavia, logo ali chegando, deu-se a rendição da dita praça pelas forças comandadas pelo governador do Prata, D. Pedro de Cevallos. Esse ataque espanhol à dita praça, que era ainda uma consequência da Guerra dos Sete Anos, teve como um de seus desdobramentos a prisão de Havelle que, encontrando-se completamente rendido, acabou por acatar ao convite de Cevallos para converter-se à Coroa Hispânica, o que certamente lhe foi proveitoso, tendo em vista os significativos serviços que viria a prestar aos espanhóis nos anos seguintes. Assim sendo, Havelle alcançou uma grande relevância profissional e militar na América Espanhola, participando ativamente em obras de fortificações em Montevidéu, Colônia do Sacramento e no Forte de Santa Teresa; bem como, promovendo melhorias em diversas construções da cidade de Buenos Aires. Outro serviço importante que prestou aos espanhóis, foi a participação na reconquista do Porto Egmont nas Ilhas Malvinas.
Tendo a seu dispor um sujeito detentor de importantes conhecimentos acerca da organização e das condições de defesa portuguesas, Pedro de Cevallos, imediatamente após a conversão de Havelle, solicitou a esse um relatório descrevendo tudo o que sabia sobre o Brasil, recebendo então um manuscrito em língua francesa com mais de 50 páginas em que constavam informações pormenorizadas das condições militares, econômicas e políticas do Rio de Janeiro, Minas Gerais e do Sul do Brasil. O referido documento foi nomeado como "Descrição do Rio de Janeiro, capital da Capitânia de mesmo nome, do estado que ele se encontrava no começo de agosto do ano de 1762".
A serviço da Coroa Espanhola, João Bartholomeu Havelle ficou até a data da sua morte em 1783. Nesse sentido, tanto a serviço dos portugueses quanto dos espanhóis, Havelle alcançou enorme prestígio: aos primeiros, foi destacado por Gomes Freire de Andrade no grupo dos engenheiros militares estrangeiros mais capacitados; e aos segundos, tornou-se o braço direito do renomado Pedro de Cevallos.